# 左更一
左更一，即白羊座ν（ν Ari, ν Arietis），是一颗位于白羊座的恒星，它距离地球约347光年。
左更一是一颗A-型主序星，视星等为+5.45。
白羊座ν在中国星官系统中属于西方白虎七宿中娄宿的星官左更第一星，因此被称为左更一。